# Boněnovská lípa
Boněnovská lípa je památný strom u vsí Boněnov a Michalovy Hory severovýchodně od Plané. Přibližně 200 let  stará lípa velkolistá roste u lesní cesty vedoucí nivou na levém břehu Kosího potoka, nedaleko tzv. Spálené hájovny a u bývalého mlýna nad Čiperkou v nadmořské výšce 514 m. Obvod jejího kmene měří 350 cm a koruna stromu o šířce 20 m dosahuje do výšky 31 m (měření 1993). Lípa je chráněna od roku 1981 pro svůj vzrůst a věk.

## Stromy v okolí
- Lípa u Pístovského památníku
- Lípa ve Výškovicích
- Lípy u Tabákového mlýna